# And Winter Came…
Az And Winter Came… Enya ír zeneszerző és énekesnő hetedik stúdióalbuma. Megjelenését Enya 2008. szeptember 12-én jelentette be hivatalos weboldalán. Az album november 7-én jelent meg. A dalok mindegyike karácsonyi vagy téli hangulatú. Az album november 16-án a 6. helyet érte el a brit slágerlistán, megjelenése óta 854 000 példányban kelt el.
Az album tizenkét dalából tíz Enya, Roma Ryan és Nicky Ryan szerzeménye; az Oíche Chiúin a Csendes éj ír nyelvű változata, az Oh Come, Oh Come Emmanuelt pedig angol és latin nyelven énekelte fel az énekesnő. Néhány dal eltérő verzióban korábban más Enya-kiadványokon is megjelent; az Oíche Chiúint először 1988-ban adta ki Enya az Evening Falls… kislemez B oldalaként, és 2006-ban is szerepelt az Amarantine album karácsonyi újrakiadásán; a címadó dal, az And Winter Came… pedig a 2001-es Wild Child kislemezen szereplő Midnight Blue átdolgozott változata.
A Miraculum című bónuszdal (3:53) mp3 formában letölthető november 26. óta. A latin nyelvű dal dallama megegyezik a One Toy Soldier című száméval, és a Watermark album megjelenése óta eltelt húsz év emlékére készült.
Enya egy videófelvételben, ami október 26-án került fel a hivatalos weboldalára, ezt mondta az album címéről (jelentése: „És eljött a tél…”): „Eredetileg karácsonyi albumot terveztem, gondoltam, nagyrészt karácsonyi énekek feldolgozásai és néhány karácsonyi témájú eredeti szerzemény lesz rajta. A téma azonban, ami végül meghatározóvá vált, a tél volt. Innen jött a cím.”
Ellentétben Enya eddigi albumaival, csak három kislemez jelent meg az albumról, és mindhárom csak promóciós formában.

## Számlista
1. And Winter Came… – 3:15
2. Journey Of Th Angels – 4:47
3. White Is in the Winter Night – 3:00
4. O Come, O Come, Emmanuel – 3:40
5. Trains And Winter Rains – 3:44
6. Dreams Are More Precious – 4:25
7. Last Time By Moonlight – 3:57
8. One Toy Soldier – 3:54
9. Stars And Midnight Blue – 3:08
10. The Spirit Of Christmas Past – 4:18
11. My! My! Time Flies! – 3:02
12. Oíche Chiúin (Chorale)[5] – 3:49

13. Miraculum – 3:53 (bónuszdal)

## Kislemezek
Mindegyik kislemez csak promóciós kislemezként jelent meg.
- Trains and Winter Rains (2008. október 10.)
- White Is in the Winter Night (2008. november 4.)
- My! My! Time Flies! (2009. február 4.)
- Dreams Are More Precious (2009. október 10.)

### White Is in the Winter Night
A White Is in the Winter Night Enya ír dalszerző és énekesnő második kislemeze And Winter Came… című albumáról. Csak promóciós kislemezként jelent meg.
Helyezések
| Slágerlista (2008)                          | Legmagasabb helyezés |
| ------------------------------------------- | -------------------- |
| USA Billboard Hot Adult Contemporary Tracks | 8                    |

### My! My! Time Flies!
A My! My! Time Flies! Enya ír dalszerző és énekesnő harmadik kislemeze And Winter Came… című albumáról. Csak promóciós kislemezként jelent meg. Ez Enya első dala, melyben dobritmus és elektromosgitár-szóló is hallható. A dublini Pat Farrell gitározik. A dalt Enya Jimmy Faulker 2008-ban elhunyt dublini gitáros emlékének ajánlotta.

## Helyezések
| Ország                | Legfelső helyezés | Minősítés  | Eladott példányszám |
| --------------------- | ----------------- | ---------- | ------------------- |
| Argentína             | 8                 |            |                     |
| Ausztrália            | 7                 | Aranylemez | 35 000+             |
| Ausztria              | 6                 |            |                     |
| Belgium               | 2                 | Aranylemez | 15 000+             |
| Csehország            | 2                 |            |                     |
| Dánia                 | 9                 | Aranylemez | 15 000+             |
| Egyesült Királyság    | 6                 | Aranylemez | 120 000+            |
| Európai Top 100 album | 2                 |            |                     |
| Finnország            | 21                |            |                     |
| Franciaország         | 9                 |            |                     |
| Hollandia             | 2                 |            |                     |
| Írország              | 13                |            |                     |
| Japán                 | 6                 |            | 29 076              |
| Kanada                | 4                 |            |                     |
| Lengyelország         | 16                |            |                     |
| Magyarország          | 7                 |            |                     |
| Németország           | 3                 |            |                     |
| Norvégia              | 17                |            |                     |
| Olaszország           | 7                 |            |                     |
| Portugália            | 15                |            |                     |
| Spanyolország         | 2                 |            |                     |
| Svájc                 | 3                 |            |                     |
| Svédország            | 5                 |            |                     |
| USA                   | 8                 |            | 309 610             |
| Új-Zéland             | 9                 | Aranylemez | 8000+               |
| ÖSSZESEN              | 850 000+          |            |                     |